# Annaberg-Lungötz
Annaberg-Lungötz je obec v Salcbursku v okrese Hallein v Rakousku, ve které žije přibližně 2 200 obyvatel.

## Geografie
Obec se nachází v oblasti Tennengau v Salcbursku, v údolí Lammertal na úpatí Gosaukammu. Až do roku 1896 obec spadala do okresu Pongau. Toho roku však byl zřízen okres Hallein a Annaberg-Lungötz byl zařazen do něj. Do konce roku 2002 obec patřila k okresnímu soudu Abtenau, od roku 2003 je součástí soudního okresu Hallein. Obec je jedním z center lyžařského areálu Dachstein West.

## Členění
Obec se skládá z osmi sídel (v závorce uveden počet obyvatel k 31. říjnu 2011):
- Annaberg im Lammertal (779)
- Braunötzhof (170)
- Gappen (220)
- Hefenscher (322)
- Klockau (45)
- Neubach (556)
- Promberg (82)
- Steuer (138)